# Fiamme Oro Rugby 2014-2015

## Eccellenza 2014-15

### Stagione regolare
| Incontro                 | Andata | Ritorno |
| ------------------------ | ------ | ------- |
| Fiamme Oro — I Cavalieri | 56-0   | 30-3    |
| Calvisano — Fiamme Oro   | 33-13  | 55-21   |
| Fiamme Oro — Petrarca    | 24-13  | 10-32   |
| S.S. Lazio — Fiamme Oro  | 31-25  | 21-32   |
| Fiamme Oro — L’Aquila    | 34-3   | 31-18   |
| San Donà — Fiamme Oro    | 16-23  | 20-22   |
| Fiamme Oro — Viadana     | 45-27  | 23-21   |
| Rovigo — Fiamme Oro      | 19-10  | 20-34   |
| Fiamme Oro — Mogliano    | 21-31  | 38-21   |

#### Risultati della stagione regolare
| Posizione | G  | V  | N | P | PF  | PS  | DP  | B | Pt |
| --------- | -- | -- | - | - | --- | --- | --- | - | -- |
| 4ª        | 18 | 11 | 0 | 7 | 487 | 398 | +89 | 8 | 52 |

### Fase finale
| Turno | Incontro            | Andata | Ritorno |
| ----- | ------------------- | ------ | ------- |
| SF    | Fiamme Oro — Rovigo | 31-33  | 10-17   |

## Trofeo Eccellenza 2014-15

### Prima fase

#### Girone C
| Incontro                | Risultato |
| ----------------------- | --------- |
| S.S. Lazio — Fiamme Oro | 10-22     |
| Fiamme Oro — L’Aquila   | 53-14     |

#### Risultati del girone C
| Posizione | G | V | N | P | PF | PS | DP  | B | Pt |
| --------- | - | - | - | - | -- | -- | --- | - | -- |
| 1ª        | 2 | 2 | 0 | 0 | 75 | 24 | +51 | 1 | 9  |

### Fase finale
| Turno | Incontro              | Risultato |
| ----- | --------------------- | --------- |
| SF    | Fiamme Oro — Mogliano | 26-27     |

## Verdetti
- Fiamme Oro qualificate alla Qualifying Competition 2015-16.

## Riconoscimenti
- Carlo Canna eletto Most Valuable Player del campionato di Eccellenza 2014-2015[3].

### Convocazioni internazionali
- Carlo Canna -  Italia